# Discografie van Andreas Martin
Deze discografie is een overzicht van het muzikale werk van de Duitse schlagerzanger Andreas Martin en zijn pseudoniemen zoals Andy Martin en zijn publicaties met de projecten Airplay en New Mixed Emotions. Zijn meest succesvolle publicatie is het dubbele hitparadesucces van de single Enzian (1989), die Martin schreef voor de Duitse schlagerzanger Heino.

## Albums

### Studioalbums
| Jaar | Titel                    | Hitlijstklassering | Hitlijstklassering | Hitlijstklassering | Opmerkingen                                                        |
| Jaar | Titel                    | DE                 | AT                 | CH                 | Opmerkingen                                                        |
| ---- | ------------------------ | ------------------ | ------------------ | ------------------ | ------------------------------------------------------------------ |
| 1982 | Andreas Martin           | —                  | —                  | —                  | Eerste publicatie: 1982                                            |
| 1984 | Was man Liebe nennt      | —                  | —                  | —                  | Eerste publicatie: oktober 1984                                    |
| 1987 | Du bist alles            | 35 (8 weken)       | —                  | —                  | Eerste publicatie: 15 juni 1987                                    |
| 1988 | Nur bei dir              | —                  | —                  | —                  | Eerste publicatie: oktober 1988                                    |
| 1990 | Ein Teil von mir         | —                  | —                  | —                  | Eerste publicatie: 1990                                            |
| 1991 | Side by Side             | —                  | —                  | —                  | Eerste publicatie: 1991 met Drafi Deutscher als New Mixed Emotions |
| 1992 | Verbotene Träume         | —                  | —                  | —                  | Eerste publicatie: 21 oktober 1992                                 |
| 1994 | Herz oder gar nichts     | 88 (6 weken)       | 28 (1 week)        | —                  | Eerste publicatie: 13 februari 1994                                |
| 1995 | Alles Gute, in Liebe     | 87 (7 weken)       | —                  | —                  | Eerste publicatie: 4 juli 1995                                     |
| 1997 | Mit dir und für immer    | —                  | —                  | —                  | Eerste publicatie: 4 maart 1997                                    |
| 1998 | Allein wegen dir         | —                  | —                  | —                  | Eerste publicatie: 12 oktober 1998                                 |
| 2001 | C’est la vie             | —                  | —                  | —                  | Eerste publicatie: 5 maart 2001                                    |
| 2003 | Niemals zu alt           | —                  | —                  | —                  | Eerste publicatie: 27 oktober 2003                                 |
| 2005 | Wir leben nur einmal     | —                  | —                  | —                  | Eerste publicatie: 2 mei 2005                                      |
| 2007 | 100% süchtig             | —                  | —                  | —                  | Eerste publicatie: 2 februari 2007                                 |
| 2008 | Mondsüchtig              | 54 (2 weken)       | —                  | —                  | Eerste publicatie: 16 mei 2008                                     |
| 2010 | Lichtstrahl              | 45 (4 weken)       | 37 (3 weken)       | —                  | Eerste publicatie: 23 juli 2010                                    |
| 2012 | Kein Problem             | 33 (2 weken)       | —                  | —                  | Eerste publicatie: 24 augustus 2012                                |
| 2014 | Für dich                 | 41 (1 week)        | —                  | —                  | Eerste publicatie: 16 mei 2014                                     |
| 2016 | Tänzer, Träumer, Spinner | 21 (1 week)        | —                  | —                  | Eerste publicatie: 20 mei 2016                                     |
| 2019 | Von vorne                | 73 (1 week)        | —                  | —                  | Eerste publicatie: 24 mei 2019 met Alexander Martin                |

### Compilaties
| - 1989: Das große deutsche Schlager-Archiv (met Wencke Myhre) - 1996: Premium Gold Collection - 1998: Das Beste von Andreas Martin - 1999: Seine größten Erfolge - 2000: Amore mio - 2001: Einfach das Beste - 2002: Das Beste - 2003: Nur mit dir und immer wieder - 2003: Niemals zu alt - 2004: 1000 gute Gründe - 2004: Immer mehr - 2005: In aller Freundschaft – Meine Hits aus 25 Jahren - 2005: Die goldenen Hits - 2005: Kult Vol.1 – The Best Of - 2005: Meine lange Reise - 2006: Gib niemals deine Träume auf - 2006: Mein Portrait - 2007: Seine großen Erfolge | - 2007: Schlager & Stars - 2008: Hautnah – Die Geschichten meiner Stars - 2009: Schlager Platin Edition - 2009: Die Schlager Parade - 2009: Meine schönsten Hits - 2009: Alles Fox - 2009: Dieter Thomas Heck präsentiert: 40 Jahre ZDF Hitparade - 2009: Die ganze Geschichte - 2011: Große Erfolge - 2011: Andreas Martin - 2011: All the Best - 2011: So wie früher - 2011: Stark (Wie Alles Begann) - 2012: Best Of - 2013: Bild Schlager Stars - 2014: Balladen - 2016: My Star |

### Remixalbums
- 2009: Aufgemischt – Das Remix Album
- 2011: Der Hit-Mix

## Singles
| Jaar | Titel Album                                       | Hitlijstklassering | Hitlijstklassering | Hitlijstklassering | Opmerkingen                         |
| Jaar | Titel Album                                       | DE                 | AT                 | CH                 | Opmerkingen                         |
| ---- | ------------------------------------------------- | ------------------ | ------------------ | ------------------ | ----------------------------------- |
| 1982 | Amore mio Andreas Martin                          | 25 (21 weken)      | —                  | —                  | Eerste publicatie: augustus 1982    |
| 1987 | Du bist alles (Maria, Maria) Du bist alles        | 28 (17 weken)      | —                  | —                  | Eerste publicatie: 6 april 1987     |
| 1987 | Du wirst an mich denken Du bist alles             | 59 (6 weken)       | —                  | —                  | Eerste publicatie: 20 juli 1987     |
| 1989 | Nur bei dir                                       | 59 (8 weken)       | —                  | —                  | Eerste publicatie: 23 januari 1989  |
| 1989 | Herz an Herz Nur bei dir                          | 64 (3 weken)       | —                  | —                  | Eerste publicatie: 17 april 1989    |
| 1990 | Du kommst nicht zurück Ein Teil von mir           | 64 (8 weken)       | —                  | —                  | Eerste publicatie: 25 juni 1990     |
| 1992 | Mehr als Sehnsucht Verbotene Träume               | 63 (10 weken)      | —                  | —                  | Eerste publicatie: 13 juli 1992     |
| 1993 | Diese Nacht Herz oder gar nichts                  | 68 (8 weken)       | —                  | —                  | Eerste publicatie: 19 juli 1993     |
| 1994 | Nur mit dir und immer wieder Herz oder gar nichts | 70 (7 weken)       | —                  | —                  | Eerste publicatie: 21 februari 1994 |
| 1994 | Sonne in der Nacht Herz oder gar nichts           | 96 (1 week)        | —                  | —                  | Eerste publicatie: 8 augustus 1994  |
| 2006 | Einmal zu oft 100% süchtig                        | 88 (4 weken)       | —                  | —                  | Eerste publicatie: 25 augustus 2006 |
| 2008 | Ich fang dir den Mond Mondsüchtig                 | 62 (26 weken)      | —                  | —                  | Eerste publicatie: 28 maart 2008    |
| 2010 | Aber dich gibt’s nur einmal für mich Lichtstrahl  | 94 (1 week)        | —                  | —                  | Eerste publicatie: 14 mei 2010      |

Verdere singles
| - 1978: South of the Border (als Andy Martin) - 1980: Wenn du weinst - 1981: Ich brauch Deine Liebe - 1982: Bittersüß - 1983: Solo tu - 1983: Spuren, die der Wind verweht - 1984: Der Himmel kann warten / Deserted from Heaven (Engelse versie) - 1984: Das erste Mal im Leben (origineel: Alvin Stardust, I feel like Buddy Holly) - 1985: Meine lange Reise zu Dir - 1985: Samstag Nacht in der Stadt / For Your Love (englische Version, auch gecovert von Bad Boys Blue) - 1985: For Your Love (als Airplay) - 1986: Psst…komm und lieb’ mich heut’ Nacht - 1987: Auch wenn wir lügen müssen - 1988: Keine Macht der Welt - 1990: Janine - 1991: Sensuality (als New Mixed Emotions) - 1991: Lonely Lover (als New Mixed Emotions) - 1991: Deine Flügel fangen Feuer - 1992: Nikita & John - 1992: Verbotene Träume - 1993: Wer die Augen schließt (wird nie die Wahrheit seh’n) (als deel van Mut zur Menschlichkeit) - 1995: So lieb’ ich Dich - 1995: Das kann nur Liebe sein - 1995: Nur mit Dir zum Himmel - 1996: Indianerland - 1996: Tausend gute Gründe - 1996: Der deutsche Hitmix – Die Single (met Michelle, Michael Morgan, Mike Bauhaus & Nicki) - 1997: Mit Dir und für immer - 1997: Dich gibt’s nur einmal - 1997: Ich gebe auf - 1998: Wenn Du mich noch willst - 1999: Allein wegen Dir - 1999: Weil ich Dich liebe | - 2000. Sempre Amore Con Te - 2000: Du kannst mich mal - 2001: Ich seh’ Dich - 2002: Lieb mich jetzt - 2003: Niemals zu alt - 2004: Dieses Leben ist schwer - 2004: Alle blonden Mädchen - 2004: Tu was - 2005: Wie leben nur einmal - 2005: Wir sind immer noch gut - 2006: Sag mir bitte wie - 2006: Gib bloß niemals Deine Träume auf - 2007: Geh nicht vorbei - 2007: Dort wo Du warst - 2007: Sie sagte - 2009: Durch jeden Tunnel führt ein Weg ans Licht - 2009: Schutzengel - 2010: Im Himmel ist der Teufel los - 2010: Lichtstrahl - 2011: Nein ich geb Dich nie auf - 2011: Wenn das alles nur so einfach wär´ - 2012: Ich lass die Sonne für dich scheinen - 2012: Heut vergess ich… - 2013: Ein uralter Brief - 2013: Lieben, leben, lachen - 2014: Du ich mal dein Bild - 2014: Für Dich - 2015: Unter dem Regenbogen - 2016: Hitmix 2016 - 2016: Warum, weshalb, wieso - 2016: Der liebe Gott - 2016: Ey, was geht ab |

## Videoalbums en muziekvideo's

### Videoalbums
- 2011: Stark (Wie Alles Begann)

### Muziekvideo's
| Jaar | Titel                 | Regisseur(s)    |
| ---- | --------------------- | --------------- |
| 2007 | Geh nicht vorbei      | Andreas Bertram |
| 2007 | Sie sagte             |                 |
| 2008 | Ich fang dir den Mond |                 |
| 2014 | Für Dich              |                 |
| 2016 | Warum, weshalb, wieso |                 |
| 2016 | Der liebe Gott        |                 |

## Composities/producties

### Andreas Martin als auteur voor andere vertolkers
Andreas Martin componeert en schrijft de meeste van zijn liedjes zelf. De volgende lijst bevat werken van Martin die hij voor andere vertolkers schreef.
| - À La Carte - 1980: Jimmy Gimme Reggae - 1981: Viva Torero - 1982: Wanted (Jean le voleur) - Bernhard Brink - 2003: Geiz ist geil - 2005: Wie kann man so bescheuert sein - 2006: Keine Angst - 2006: Wenn ich sie anschau’, seh’ ich dich - 2006: Wenn nicht heut’, wann denn dann - Brunner & Brunner - 1993: Du lässt es mich spüren - 1993: Schenk’ mir diese eine Nacht - 1993: Shananana (Lass uns leben) - 1994: Aber einfach zu gehen - 1994: Dieses Mal für immer - 1994: Du und ich - 1994: Es ist diese Sehnsucht nach Dir - 1994: Für Dich - 1994: Im Namen der Liebe - 1994: Immer wieder, immer mehr - 1994: Nur die Liebe und der Rock ‘n’ Roll - 1994: Ohne Dich geht es nicht - 1994: Sag’ doch - 1994: Tief in der Nacht - 1996: Diese Nacht mit Dir - 1996: Du gehst mir ab - 1996: Lass’ uns doch noch einmal Kinder sein - 1996: Liebe lacht, Liebe weint - 1996: Sonne über Afrika - 1997: Dich zu lieben heisst Leben - 1997: Ich vermiss Dich - 1997: In Dir nur Liebe spür’n - 1997: Manchmal weine ich nach Dir - 1997: Weil wir uns lieben - 1998: 9 1/2 Minuten wegen Dir (Hitmix) - 1998: Du, was wär’ schon dabei - 1998: Gib’ mir alles - 1998: Weil ich Dich immer noch lieb’ - 1998: Wenn Du mich in die Arme nimmst - 1999: Kumbayana - 1999: Wenn Träume am Himmel steh’n - 2001: Atlantis in mir - 2001: Du ich will dich seh’n heut Nacht - 2001: Himmel und Hölle - 2001: Laidi - 2003: Du gibst mir die Sonne - 2003: Sag’ mir, wenn du heut’ Liebe brauchst - 2003: Wenn es Nacht wird in dir - 2006: Du bist die Frau, die ich will - 2006: Schlaf, mein Kind - 2006: Verdammt direkt - Hitmix - 2006: Verdammt lang her - 2006: Wenn du es willst - 2009: Alle wollen immer nur das Eine - 2009: Ich würd’ es immer wieder tun mit Dir - 2009: Madonna - 2009: Vorbei - 2010: Ich werde niemals aufhör’n Dich zu lieben - Claudia Jung - 2006: Bleib doch heut Nacht (…und wenn du willst für immer) - 2006: Du streifst meine Seele - Die Flippers - 2006: Wenn das Wörtchen wenn nicht wär - 2009: "Einer für alle"-Medley - Die Paldauer - 2009: Ich bin verrückt vor Glück - 2009: Weil dein Herz niemals lügt | - Engelbert - 1986: Love Life - Francine Jordi - 2007: Dann kamst Du - 2007: Ich hab dir tausendmal geschworen - 2007: Irgendwann vielleicht - Gaby Albrecht - 2008: Du bist der Weg - 2008: Ein kleines Boot - 2008: Für mich bist du die Welt - Guillermo Marchena - 1988: Signs of Time - Heino - 1989: Enzian (1989) - 1989: Haselnuss - Ireen Sheer - 2010: Als der Mond in Flammen stand - 2010: Für diesen Mann, den’s gar nicht gibt - 2010: Männer wollen alle das Eine - 2010: Nur ein Flirt - 2010: Verzeih’, My Love - Juliane Werding - 1978: Zärtlichkeit war nur ein Wort - Kastelruther Spatzen - 2004: Ja, ich will - 2010: Ein Glücksstern oben am Himmelszelt - Klaus Wendel - 2009: Niemand weiss - Marco Ventre & Band - 2010: Sehnsucht war gestern - Michael Morgan - 1999: Du weißt, dass ich Dich liebe - 1999: Engel lässt man niemals gehen - Micha Marah - 1989: Ik blijf op je wachten - Monika Martin - 2010: Rosen lügen nicht - Nockalm Quintett - 2005: Hände weg von meinem Herzen - 2006: Die Wahrheit - 2007: Liebe am Millstätter See - 2007: Sandy, oh Sandy - 2008: Happy Birthday Medley - Petra Frey - 2004: Ich lieb nur dich - Roger Whittaker - 1991: Sag ihr - 2008: Du bist ein Engel - TMF feat. Joe 'Bean' Esposito - 1985: Eye to Eye - Tommy Zanko - 2008: Dieser Sommer mit dir - Wencke Myhre - 1993: Wenn Gott eine Frau wär’ - Wolfgang Lippert - 2008: Aus Schaden wird man klug - 2008: Das überleben wir - 2008: Nie mehr Sommer - 2008: Regine - 2008: Wie’s war wird’s nie wieder sein - 2009: Atlantis |

### Andreas Martin als auteur in de hitlijsten
Martin componeert en schrijft het merendeel van zijn nummers zelf. De volgende lijst bevat werken van Martin die via andere artiesten in de hitlijsten terecht zijn gekomen.
| Jaar | Titel Interpretatie                          | Hitlijstklassering | Hitlijstklassering | Hitlijstklassering | Opmerkingen                          |
| Jaar | Titel Interpretatie                          | DE                 | AT                 | CH                 | Opmerkingen                          |
| ---- | -------------------------------------------- | ------------------ | ------------------ | ------------------ | ------------------------------------ |
| 1981 | Viva Torero À La Carte                       | 29 (9 weken)       | —                  | —                  | Eerste publicatie: december 1981     |
| 1989 | Enzian Heino                                 | 18 (15 weken)      | —                  | 25 (2 Wo.)         | Eerste publicatie: 10 juli 1989      |
| 1994 | Shananana (Lass uns leben) Brunner & Brunner | 92 (2 weken)       | —                  | —                  | Eerste publicatie: januari 1994      |
| 1994 | Immer wieder, immer mehr Brunner & Brunner   | 82 (4 weken)       | —                  | —                  | Eerste publicatie: september 1994    |
| 1996 | Liebe lacht, Liebe weint Brunner & Brunner   | 94 (2 weken)       | —                  | —                  | Eerste publicatie: 30 september 1996 |
| 1997 | Weil wir uns lieben Brunner & Brunner        | 95 (1 week)        | —                  | —                  | Eerste publicatie: 28 juli 1997      |

## Statistiek

### Evaluatie
|                         | DE | AT | CH |
| ----------------------- | -- | -- | -- |
| Nummer 1-albums         | —  | —  | —  |
| Top 10-albums           | —  | —  | —  |
| Albums in de hitlijsten | 9  | 2  | —  |

|                          | DE | AT | CH |
| ------------------------ | -- | -- | -- |
| Nummer 1-singles         | —  | —  | —  |
| Top 10-singles           | —  | —  | —  |
| Singles in de hitlijsten | 13 | —  | —  |